# A4 (Polen)
De A4 of Autostrada 4 is een autosnelweg in Polen, die vanaf de grens met Duitsland naar de grens met Oekraïne loopt. Zo vormt de weg de belangrijkste oost-westverbinding van Zuid-Polen. De lengte van de route bedraagt 672,75 km.

## Stukje geschiedenis
Een gedeelte van de weg, de 100 km voor Wrocław, is al voor de Tweede Wereldoorlog aangelegd als Duitse Autobahn Berlijn-Beuthen (het tegenwoordige Bytom). Dit is gebeurd met betonplaten. De weg is na de Tweede Wereldoorlog tot de omwenteling in 1990 niet of nauwelijks onderhouden. Het is niet voor te stellen hoe de weg er toen bij lag. Het leverde dit gedeelte van de A4 de bijnaam 'Langste trap van Europa' op. Eind jaren 90 is men begonnen met een grote reconstructie van 'de langste trap', rond 2005 zijn deze werkzaamheden voltooid. Vandaag de dag is dit gedeelte herkenbaar aan de ontbrekende vluchtstroken, om jarenlange onteigeningsprocedures te vermijden heeft men ervoor gekozen om de vluchtstroken in een later stadium aan te leggen. Tot dusver zijn deze vluchtstroken niet aangelegd (dec. 2024). Het Duitse gedeelte van deze oude verbinding is de A15.

## Tolheffing
Polen kent net als veel andere Europese landen een tolsysteem. Er zijn twee tolcategorieën waartussen onderscheid wordt gemaakt wat betreft het voertuig:
- Lichte voertuigen (<3500 kg)
- Zware voertuigen (>3500 kg)

De tol voor lichte voertuigen (waaronder personenauto's) op de A4 is afgenomen. Sinds 1 juli 2023 is namelijk tol op het traject Wrocław - Sośnica komen te vervallen.  Secties waar voor lichte voertuigen nog wel tol word geheven:
- A4   Katowice - Krakau

Naast deze sectie zijn er nog twee andere tolsecties in Polen voor lichte voertuigen. 

Zware voertuigen (denk aan vrachtauto's) moeten op meerdere snelwegen tol betalen. Behalve lichte voertuigen moeten zware voertuigen ook op sommige nationale wegen betalen. Bestuurders van deze categorie voertuigen kunnen voor een tolwegenkaartje terecht op de website: etoll.gov.pl.
A1 · A2 · A4 · A6 · A8 · A18 · A50
S1 · S2 · S3 · S5 · S6 · S7 · S8 · S10 · S11 · S12 · S14 · S16 · S17 · S19 · S22 · S50 · S51 · S52 · S61 · S74 · S79 · S86